# ルルル
ルルルは、高知県高知市にあるゲストハウス、シェアハウス。元吉太郎、元吉かやの夫婦が運営する家族経営の個人事業・オフィスルルルが2009年に高知市愛宕山にて営業開始。
「ゲストハウス・ルルル」「シェアハウス・ルルル」「カフェ・ルルル」など、サービスごとに使い分けており、英語表記の場合は「LuLuLu」。

## 概要
当初は普通のワンルーム賃貸アパートのみだったが、一部をリノベーションし、2012年に高知初のシェアハウスを同物件内でスタート。
キッチンやバスルームなどを共有しながら、5人が同時に暮らすことができた。
2016年8月に高知市旭町に2店舗目としてルルル旭店を営業開始。高知初のシェアハウス、ゲストハウス、カフェの複合施設として開業した。
その後、イベント会場や教室、レンタルスペースとしての利用も増えていき、テキサス出身のアメリカ人・アンディによるカフェでの英会話教室、高知在住の外国人を招いて自国を紹介してもらうプレゼン形式の「異国カフェ」、音楽ライブ、撮影会、ゲーム大会などが行われた。
キャッチフレーズは「暮らす、泊まる、食べる、遊ぶを全部ここで！」
オーナー家族が同物件に住みながら営業していたため、主な拠点が旭町となり、旭店を「本館」とし、初代ルルルが「あたご館」となった。
2019年12月、カフェは一般客向けの営業を終了し、翌年から宿泊客・シェアハウス住人向けのみの営業に切り替え。
2020年3月、シェアハウス事業拡大のため、本館の近くに別館を設け、5人のシェアハウス住人を収容することができる「はなれ」が完成。